# Songbird (chanson)
Pour les articles homonymes, voir Songbird (homonymie).
Singles de Oasis
Little by Little / She Is Love
(2002) Lyla
(2005)
Pistes de Heathen Chemistry
Stop Crying Your Heart Out Little by Little
Songbird est un morceau du groupe de rock anglais Oasis, neuvième piste et quatrième single de leur cinquième album studio Heathen Chemistry. Sorti le 3 février 2003 au Royaume-Uni, il est arrivé en 3e position des charts anglaises. Ce single a la caractéristique d'être le premier single écrit et composé par Liam Gallagher, mais également d'être le plus court avec ses 2 minutes 09.
Liam a dit de la chanson : "J'aime les belles choses ... Tout n'est pas sombre dans mon monde. Je prends quelquefois le temps d'avoir un regard sur le monde et de voir des belles choses." La démo de la chanson présente une guitare saturée et un jeu de batterie plus puissant, ainsi qu'un solo de guitare de quarante secondes qui porte la durée de la démo à 2:48.
La vidéo a été filmée de façon minimaliste dans Hyde Park à Londres, et met en vedette Liam, enveloppé dans un parka, jouant de la guitare acoustique sous un arbre, avant d'être pris en chasse par un gros chien. La vidéo fait référence en cela à Nicole Appleton.
Courtney Love (du groupe de rock alternatif des années 1990 Hole) a déclaré avoir joué en compagnie de Liam une version de la chanson où elle sifflait comme un oiseau et où Liam jouait de la guitare et chantait.
La chanson apparait sur le best-of du groupe Stop The Clocks (2006) et sur une compilation de chansons acoustiques publiée, également en 2006, par EMI et Virgin Records sous le nom de The Acoustic Album.

## Liste des titres
- CD single International

1. Songbird - 2:08
2. (You've Got) The Heart of a Star - 5:22
3. Columbia (Live) - 4:48

- Vinyle 7"

1. Songbird - 2:08
2. (You've Got) The Heart of a Star - 5:22

- Vinyle 12"

1. Songbird - 2:08
2. (You've Got) The Heart of a Star - 5:22
3. Columbia (Live à Barrowlands, Glasgow le 13 octobre 2001) - 4:48

- DVD

1. Songbird - 2:07
2. Songbird (Démo) - 2:48
3. Interview exclusive et performance live - 13:48

- CD single

1. Songbird - 2:07
2. Songbird (Démo) - 2:48
3. Columbia (Live à Barrowlands, Glasgow le 13 octobre 2001) - 4:48

## Charts
| Pays        | Chart                   | Plus Haute Position |
| ----------- | ----------------------- | ------------------- |
| Canada      | Canadian Hot 100        | 2e                  |
| Royaume-Uni | UK Singles Chart        | 3e                  |
| Italie      | FIMI Singles Chart      | 6e                  |
| Irlande     | Irish Singles Chart     | 10e                 |
| Suède       | Hitlistan Singles Chart | 44e                 |
| Suisse      | Swisscharts Singles     | 94e                 |